# Arjun Motors
Arjun Motors Ltd. war ein Hersteller von Kraftfahrzeugen aus Indien.

## Unternehmensgeschichte
Das Unternehmen aus Bangalore war das Nachfolgeunternehmen von Sipani. 2001 begann die Produktion von Automobilen. Der Markenname lautete Arjun. 2006 endete die Produktion. Eine andere Quelle gibt den Produktionszeitraum mit 2002 bis 2007 an.

## Fahrzeuge
Im Angebot standen die Modelle 500 und 500 Pick-up. Die Pkw-Ausführung bot Platz für sechs bis acht Personen. Der Pick-up hatte eine Nutzlast von 600 kg. Ein Motor mit 510 cm³ Hubraum und 11 PS Leistung trieb die Fahrzeuge an.